# Пэй (приток Косьи)
Пэй — река в России, протекает в Косинском районе Пермского края. Устье реки находится в 16 км по левому берегу реки Косья. Длина реки составляет 15 км.
Река берёт начало в заболоченном лесу в 10 км к северо-западу от посёлка Пуксиб. Основное направление течения — юг, всё течение проходит по ненаселённому, заболоченному лесу. Впадает в Косью в 8 км северо-западнее посёлка Мараты.

## Данные водного реестра
По данным государственного водного реестра России относится к Камскому бассейновому округу, водохозяйственный участок реки — Кама от истока до водомерного поста у села Бондюг, речной подбассейн реки — бассейны притоков Камы до впадения Белой. Речной бассейн реки — Кама.
По данным геоинформационной системы водохозяйственного районирования территории РФ, подготовленной Федеральным агентством водных ресурсов:
- Код водного объекта в государственном водном реестре — 10010100112111100002737
- Код по гидрологической изученности (ГИ) — 111100273
- Код бассейна — 10.01.01.001
- Номер тома по ГИ — 11
- Выпуск по ГИ — 1